# Frank Buttram
Frank Buttram, född 1886, död 1966, var en amerikansk oljemagnat och finansman.
Frank Buttram tillhörde ursprungligen hemstaten Oklahomas geologiska undersökning men fick 1914 anställning som chef för geologiska och kemiska avdelningen i Oklahomas största oljebolag, som han lämnade 1920 efter att ha startat ett eget bolag. Detta blev snart det största oljebolaget i Oklahoma och Buttram utvidgade sin ekonomiska bas genom att skaffa sig aktiemajoriteten i ett par större banker. Då Franklin D. Roosevelt kom till makten 1933, slöt sig Buttram till denne och fick överinseendet över reformarbetet i Oklahoma. Trots en vägran att själv ställa upp som valkandidat hade Buttram ett betydande inflytande hos den republikanska partiledningen. 1940-1944 var han president i Independent Petroleum Association of America och innehade bestämmanderätten i ett flertal andra ekonomiska företag och sammanslutningar.